# Powiat Lugano est
Lugano est (wł. Circolo di Lugano est) – powiat w Szwajcarii, w kantonie Ticino, w okręgu Lugano. Siedziba administracyjna powiatu znajduje się w miejscowości Lugano. 
Powiat składa się z jednej gminy (comune) o powierzchni 32,10 km² i o liczbie mieszkańców 22 976.

## Gminy
| Nazwa gminy | Liczba mieszkańców 31 grudnia 2021 | Powierzchnia km² |
| ----------- | ---------------------------------- | ---------------- |
| Lugano      | 22 976                             | 32,10            |